# Nowhere boy
Nowhere boy o El meu nom és John Lennon és una pel·lícula dramàtica biogràfica britànica del 2009, dirigida per Sam Taylor-Wood en el seu debut com a directora. Escrita per Matt Greenhalgh, es basa en la biografia de Julia Baird sobre el músic John Lennon. Nowhere boy tracta sobre els anys d'adolescència de Lennon (Aaron Johnson), les seves relacions amb la seva tia Mimi Smith (Kristin Scott Thomas) i la seva mare Julia Lennon (Anne-Marie Duff), la creació de la seva primera banda, The Quarrymen, i la seva evolució cap a The Beatles. S'ha doblat al català oriental pel Servei Català de Doblatge amb el títol de Nowhere boy, i en valencià per a À Punt amb el nom d'El meu nom és John Lennon.
Després de la seva estrena al Festival de Cinema de Londres el 29 d'octubre de 2009, Nowhere boy es va estrenar als cinemes britànics el 26 de desembre de 2009. Gairebé un any després, l'octubre de 2010, la pel·lícula es va estrenar als Estats Units, coincidint amb el 70è aniversari del naixement de Lennon. Nowhere boy va rebre crítiques positives i va tenir un èxit moderat a la taquilla, tot guanyant 4,3 milions de lliures amb un pressupost d'1,2 milions.

## Repartiment
- Aaron Johnson com a John Lennon
- Kristin Scott Thomas com a Mimi Smith
- Anne-Marie Duff com a Julia Lennon
- Thomas Sangster com a Paul McCartney
- Sam Bell com a George Harrison
- David Threlfall com a George Toogood Smith
- Josh Bolt com a Pete Shotton
- Ophelia Lovibond com a Maria Kennedy
- James Michael Johnson com a Stan Parkes
- Angelica Jopling com a Julia Baird
- Jessie Phoenix Jopling com a Jacqueline "Jackie" Dykins
- David Morrissey com a Bobby Dykins
- Andrew Buchan com a Michael Fishwick
- James Jack Bentham com a Rod Davis
- Jack McElhone com a Eric Griffiths
- Sam Wilmott com a Colin Hanton
- Christian Bird com a Jimmy Tarbuck
- Colin Tierney com a Alf Lennon
- Paul Ritter com el director d'en John